# Jaka róża, taki cierń
Jaka róża, taki cierń – utwór muzyczny z gatunku poezji śpiewanej, skomponowany w 1984 roku przez Włodzimierza Korcza do słów Jacka Cygana, specjalnie dla Edyty Geppert w celu wygrania przez nią Festiwalu Piosenki Polskiej w Opolu. Stało się to jeszcze w tym samym roku — utwór otrzymał Nagrodę im. Karola Musioła w kategorii „Najlepsza Piosenka Premierowa”, a Jacek Cygan otrzymał nagrodę specjalną za najlepszy tekst.
Piosenka, nagrana w 1984 w Muzycznym Studiu Polskiego Radia, ukazała się w 1986 na płycie Och, życie kocham cię nad życie. Pojawiła się również na kolejnych dwóch płytach Edyty Geppert (Pamiętnik, czyli Kocham cię życie, 1998; Wierzę piosence, 2002) oraz płytach poświęconych twórczości Jacka Cygana (Czas nas uczy pogody, 1988; Audiobiografia, 1996) i Włodzimierza Korcza (Moje piosenki, 1987).